# Томишель
Томишель (словен. Tomišelj) — поселення в общині Іг, Осреднєсловенський регіон, Словенія. Висота над рівнем моря: 301,2 м.